# John Keogh
Pour les articles homonymes, voir Keogh (homonymie).
John Keogh est un acteur britannique né en 1963.

## Filmographie

### Cinéma
- 2002 : Le Pianiste : l'officier polonais
- 2002 : Equilibrium : le chimiste
- 2004 : Impact final (Post Impact) : Klaus Hintze
- 2004 : Le Tour du monde en quatre-vingts jours : le policier irlandais
- 2004 : Beyond the Sea : le journaliste
- 2005 : The Constant Gardener : l'officier d'immigration
- 2006 : Neun Szenen : le groom
- 2006 : Fay Grim : le procureur
- 2006 : The Conclave : Frère John
- 2007 : Garage : M. Gallagher
- 2008 : Summer of the Flying Saucer : Dessie O'Connor
- 2009 : Berlin '36 : Avery Brundage
- 2010 : The Ghost Writer : l'officier de protection
- 2011 : Dschungelkind : Al
- 2011 : Anonymous : Philip Henslowe
- 2013 : Kurnaz : Fünf jahre Leben : Smith
- 2013 : The Agent : Marty
- 2014 : Super ego (Über-Ich und Du) de Benjamin Heisenberg : David
- 2014 : The Cut : le vagabond
- 2014 : Alles ist Liebe : Helmut
- 2015 : World of Leem : Jason Miller
- 2016 : Les Confessions (Le confessioni) de Roberto Andò : le ministre américain
- 2016 : Toni Erdmann : Mr Myers
- 2017 : Tito e gli alieni de Paola Randi
- 2024 : L'Espion de Dieu de Todd Komarnicki : Pr Fosdick

### Télévision
- 2002 : Joe et Max (en) : le journaliste vétéran
- 2002-2008 : Die Anstalt - Zurück ins Leben : Dr Patrick Murphy (26 épisodes)
- 2002 : STF : George Donaldson (1 épisode)
- 2004-2008 : Killinaskully (en) : Frère Philip Eno (31 épisodes)
- 2005 : En quête de preuves : Norbert Hildebrandt (1 épisode)
- 2006 : L'Empreinte du crime : Pohl (1 épisode)
- 2009 : L'Amie de ma fille : Lehrer Schwedischkurs
- 2009 : The Clinic : Mike (1 épisode)
- 2014 : Verbotene Liebe : Brian McGreen (2 épisodes)